# Aphelinoidea weismanni
Aphelinoidea weismanni är en stekelart som beskrevs av Alexandre Arsène Girault 1912. Aphelinoidea weismanni ingår i släktet Aphelinoidea och familjen hårstrimsteklar. Inga underarter finns listade i Catalogue of Life.